# Echizen (Fukui)
Pour les articles homonymes, voir Echizen.
Echizen (越前市, Echizen-shi) est une ville située dans la préfecture de Fukui, sur l'île de Honshū, au Japon.

## Géographie

### Localisation
Echizen est située dans le centre de la préfecture de Fukui.

### Municipalités limitrophes
| Echizen       | Sabae         | Sabae |
| Echizen       | Echizen       | Ikeda |
| Minamiechizen | Minamiechizen | Ikeda |

### Démographie
En décembre 2020, la population de la ville d'Echizen était de 82 347 habitants pour une superficie de 230,70 km2.

### Hydrographie
La ville est traversée par la rivière Hino.

### Climat
Echizen a un climat continental humide caractérisé par des étés chauds et humides, et des hivers froids avec de fortes chutes de neige. La température moyenne annuelle est de 13,4 °C. La pluviométrie annuelle moyenne est de 2 325 mm, juillet étant le mois le plus humide.

## Histoire
La ville moderne d'Echizen a été créée le 1er octobre 2005 de la fusion de la ville de Takefu et du bourg d'Imadate. Son nom fait référence à l'ancienne province d'Echizen.

## Patrimoine culturel
- Ruines du château d'Echizen-Fuchū
- Ruines du château de Komaru
- Emplacement du château d'Ōtaki, occupé aujourd'hui par le sanctuaire d'Okamoto Ōtaki
- Hōkyō-ji

## Transports
Echizen est desservie par la ligne Shinkansen Hokuriku de la JR West à la gare d'Echizen-Takefu depuis le 16 mars 2024. Elle est également desservie par la ligne Hapi-Line Fukui, ainsi que la ligne Fukubu du tramway de Fukui.

## Jumelage
Echizen est jumelée avec Montevallo aux États-Unis.